# Aeropuerto Internacional Chileka
El Aeropuerto Internacional Chileka es el segundo aeropuerto más importante de Malaui. Está ubicado en la ciudad de Blantyre, es la segunda base de la aerolínea nacional Air Malawi. Tiene vuelos semanales a destinos internacionales, tales como a Johannesburgo, Dar es Salaam, y Lusaka.

## Aerolíneas y destinos
| Aerolíneas         | Destinos                                          |
| ------------------ | ------------------------------------------------- |
| Airlink            | Johannesburgo–O. R. Tambo                         |
| Ethiopian Airlines | Adis Abeba                                        |
| Malawi Airlines    | Dar es-Salam, Johannesburgo–O. R. Tambo, Lilongüe |